# Karnalit
Karnalit je evaporitni mineral, hidratizirani klorid kalija i magnezija formule KCl.MgCl2·6(H2O). Promjenjivo je obojen žuto do bijelo, crvenkasto, a ponekad je bezbojan ili plav. Obično je masivan do vlaknast s rijetkim pseudoheksagonalnim ortorombičnim kristalima.
Sintetski kristalni uzorci karnalita mogu se proizvesti od 1,5 molarnih udjela KCl i 98,5 molarnih udjela MgCl2·6(H2O) sporom kristalizacijom na 25 °C. Gustoća mu je 1,602 g/cm3. Karnalit se također može proizvesti mljevenjem kombinacije hidratiziranog magnezijevog klorida i kalijevog klorida.

## Vanjske poveznice
|  | Zajednički poslužitelj ima još gradiva o temi Karnalit |